# نگهبانان (مجموعه تلویزیونی کره جنوبی)
نگهبانان (انگلیسی: The Guardians؛‏ کره‌ای: 파수꾼) یک مجموعه تلویزیونی محصول کره جنوبی سال ۲۰۱۷ با بازی لی شی یونگ، کیم یونگ کوانگ؛ کیم ته هون، کیم سول گی و کی است. این مجموعه از ۲۲ مه تا ۱۱ ژوئیه ۲۰۱۷، روزهای دوشنبه و سه‌شنبه ساعت ۲۲:۰۰ (کی‌اس‌تی) از ام‌بی‌سی پخش شد.

## بازیگران

### اصلی
- لی شی یونگ در نقش جو سو جی[۶]
- کیم یونگ کوانگ در نقش جانگ دو هان[۷]
- کیم ته هون در نقش کیم اون جونگ[۸]
- کیم سول گی در نقش سو بو می[۹]
- کی در نقش گونگ کیونگ سو[۱۰]